# ドラ魂キング
『ドラ魂キング』（ドラだまキング）は、CBCラジオで放送されているラジオ番組。

## 概要
2012年10月から2019年3月末まで放送された『ドラ魂KING』を、プロ野球オフシーズン限定のドラゴンズ応援番組から通年放送の情報バラエティ番組に一新してスタートしたのが当番組である。リニューアルに際し、キングの表記をアルファベットからカタカナに変更した。番組のコンセプトは『超ド級スポーツエンタ』。

## 放送時間
- 月曜日 - 16:00～18:00（JST）
- 火曜日～金曜日
  - プロ野球シーズン中 - 16:00～17:53（JST）
  - プロ野球シーズンオフ - 16:00～19:00（JST）

## 出演
☆印はCBCアナウンサー。火曜から金曜のパーソナリティは『-KING』の2018年度の男性出演者がそのままスライドしたが、2022年10月以降は男性出演者の交替も行われている。安藤は2023年5月から担当に加わった（その理由については後述）。

### 現在の出演者

#### パーソナリティ
- 月曜日 - 大谷ノブ彦・加藤里奈
- 火曜日 - 加藤里奈・三浦優奈
- 水曜日 - 宮部和裕☆・安藤渚七
- 木曜日 - 佐藤楠大☆・三浦優奈
- 金曜日 - 西村俊仁☆・安藤渚七

#### レギュラー出演
- 中村武志 - 月曜17時台に出演[1]。
- 戸井康成 - シーズンオフの金曜17時台後半・18時台に出演。

### 過去の出演者
- 石坂窓花 - 2019年4月～2020年3月 火曜担当
- 山内彩加☆（当時） - 2019年4月～2021年3月 水曜担当
- 加藤由香☆ - 2019年4月～2020年3月 木曜、2020年3月～2022年3月 火曜担当
- 柳沢彩美☆ - 2019年4月～6月 金曜、2020年4月～2022年3月 木曜担当
- 清水藍（CBCラジオ制作部所属）[2] - 2020年4月～2022年3月 月曜担当（2019年4月から2020年3月まではレポートドライバーとして月曜日の準レギュラー）
- 西村俊仁☆ - 2019年4月～2022年9月 木曜担当（2024年4月から金曜担当として復帰）
- 久野静香 - 2022年10月～2023年4月 水曜担当
- 若狭敬一☆ - 2019年4月～2024年3月 金曜担当
- 高田寛之☆ - 2019年4月〜2022年9月 火曜担当、2022年10月〜2025年3月 木曜担当

### 代演など
- 男性パーソナリティのうち、CBCアナウンサーについては実況担当やビジター試合・キャンプ取材などの関係で休演する事もあるため、通常担当以外の曜日の出演やレギュラー以外のスポーツ担当アナウンサーによる代演も頻繁に見られる。
- 清水藍は2019年4月～2020年3月はレポートドライバーとして準レギュラー出演していた。月曜は番組開始当初は大谷1人で放送していたが、新型コロナウイルスの緊急事態宣言に伴い大谷が東京からのリモート出演を余儀なくされたため、名古屋のスタジオに進行のサポート役が必要となり清水が番組に改めて参加。そして大谷が名古屋のスタジオに復帰した後も2人での放送が続いていた。
- 加藤由香は2019年4月～2020年3月は木曜担当。
- 柳沢彩美は2019年4月～6月は金曜担当で産休のため一時降板。その後2020年4月より木曜担当で復帰した。
- 2022年5月11日・12日は三浦が新型コロナウイルス感染者の濃厚接触者と接触した疑いがあるため休演、小林美鈴が両日の代演を務めた。
- 2023年1月から2月の金曜日は、育児休暇中の若狭に代わり、榊原悠介（CBCアナウンサー）が代演した。ただし、2月17日放送日のみ榊原が沖縄キャンプ取材の為、水曜担当の宮部が代演した。
- 2023年4月より、月曜担当の大谷は芸人としての活動拠点を九州に移した（所属も吉本興業福岡支社に移籍）[3]が、引き続き名古屋まで通って出演を継続している。ただし、月曜日が休日の場合はイベントがある為、代打を立てている。
- 2023年3月15日以降、久野静香は体調不良のため休演となり、三浦や小林美鈴などが代演していた。久野は2023年4月26日に一度復帰（事実上の最終出演）したが、同年4月をもって「体調不良により、移動を伴う仕事（久野の活動拠点は関西）が当面難しい」ことから降板となった。
- 2023年5月5日、2024年8月20日は、久保みのりが代演。
- 2024年12月13日、西村俊仁がインフルエンザを患いラッキーウィーク中だが番組休演、代打は光山雄一朗
- 2025年3月27日、高田寛之が番組最後の出演予定だったが、身内に不幸があって休演。代演は榊原悠介。

## タイムテーブル
- 月曜はフリートークとメッセージ紹介が中心で、ニュース等や★以外のコーナーは基本的に行わない。当日及び前日に試合がない場合に限り「Reプレイ」や「17:24」などもない。特に曜日を明記していないコーナー・企画は火曜～金曜の放送。
- シーズンオフ編成時の火～金曜は○印のコーナーでスポーツアナウンサーが日替わりのドラ番記者[4]としてドラゴンズ情報を伝える。

### 2019年シーズンイン編成
- 16:00 オープニング
  - (火～金)メッセージテーマ告知に続き、試合がある日もない日もスポーツアナウンサーによるドラゴンズ最新情報を伝える。
- 16:05 中日新聞ニュース
  - 月曜を除き、17時台とともに男性パーソナリティが担当する。
- 16:08 Reプレイ、ドラゴンズ★
  - 1分ちょっとで昨日のドラゴンズがわかる、と銘打って前日の試合から実況音源を交えて試合を振り返る。
- 16:12 交通情報
- 16:14 株式市況[5]
- 16:25 ラジオショッピング(火～木曜)/名古屋市だより(金)
- 16:30 もの知りおやじのこだわりセッション
  - 火曜は戸井康成が、水曜～金曜はCBC論説室メンバーが最近のニュースを掘り下げる。
- 16:37 交通情報
- 16:45 エンタメラインwithレポドラ!★
  - レポートドライバーによる中継。現役レポドラである石坂が担当の火曜日のみ、高田・戸井に石坂の気になるモノをプレゼンする企画。
  - パブリシティでない場合、木曜は食の話題、金曜は無趣味な若狭に勧めたい趣味を紹介する「趣味コレ」を送る。
- 16:52 天気予報
- 16:54 唄う長島温泉★
- 17:00 CBCドラゴンズナイター今日のみどころ聞きどころ
  - (金)ルビーのToday's Hero 占い師のルビーが(一・二軍は問わずに)その日もっとも運勢の良い選手トップ3を発表する。
- 17:04 中日新聞ニュース
- 17:10 交通情報
- 17:15 ディープブルーなみかた 曜日別の企画を行う。
  - 皆さんからの厳しいご意見お待ちしております(火)
  - 酒井直斗のドラノート(木) ナゴヤ球場に足繁く通う酒井が、ファンの目線で2軍の様子をレポートする。
  - 宮部和裕プレゼンツ・ドラゴンズファンのススメ～ナゴヤドームへようこそ(水) 野球初心者の山内及びリスナーへ向けてドラゴンズ本拠地であるナゴヤドームの様々な話題を提供する。また月に一度、月刊ドラゴンズ編集長・木村愛子による最新号紹介も。
  - ドラゴンズファンの王様(金) 「久野誠のドラゴンズワールド」から続く名物企画で今回は加藤とリスナーのクイズ対決。ドラゴンズ選手に聞いた、野球とは全く関係ない話題から出題している。
- 17:24 17:24ドラゴンズ★
  - 試合のある日には発表された当日のスターティングメンバ―をはじめ最新情報を伝えるほか、火曜～金曜は試合がない日も選手や球団の動きなどを伝える。
- 17:30 ネットワークトゥデイ(最新全国ニュース、TBSラジオからの同時ネット)
- 17:45 交通情報・天気予報★
- 17:50 エンディング

### 2019～2020年シーズンオフ編成
火～金の18時以降は前年度までの『ドラ魂KING』の内容をほぼ踏襲している。
- 16:00 オープニング
  - 火曜はリスナーとの生電話を行う。
  - 木曜は西村がCBC会館の近くから電話中継を行う。
- 16:07 中日新聞ニュース - 月曜を除きスタジオの男性パーソナリティが読む。木曜のみ西村が中継に出ているため加藤(由)が担当する。
- 16:10 とれたてドラゴンズ〇
- 16:15 交通情報
- 16:17 株式市況
- 16:25 ラジオショッピング(月・火・木)/名古屋市だより(金)
- 16:30 趣味コレ - 各曜日パーソナリティの趣味に絡めて日替わりの内容を送る。
  - テーマ「温泉」(火)  - 高田20年来の趣味、温泉について語る。なお取り上げるのは放送エリア内に限らず、東北や九州など東海地方から非常に遠い温泉が紹介されることもしばしばである。高田が元々長距離のドライブを好むこともあり、交通の便を案内する際に名古屋からの車での所要時間が時に10時間を超えるのを聞いて加藤が呆れる場面が度々ある。
  - テーマ「感動」(水)  - 宮部と山内が毎週交互に最近感動したことを語る。山内の担当回は上半期に続いて「ライブな話」として送る。
  - わたし、見つけました!(木)  - 旅行が趣味の加藤(由)が旅先で見つけてきたユニークなお土産を紹介する。
  - 喫茶めがね(金)  - 若狭がマスターを務める喫茶店を舞台に、常連客の加藤(里)に若狭の青春の曲と歌詞の世界を熱弁する。当面はB'zの曲を取り上げる。
    - 2020年2月6日までは槇原敬之の曲しかかからない喫茶店という設定であったが、同年2月13日に槇原が覚醒剤所持の疑いで逮捕されたため企画変更し、準備のため同月14.21.28日は加藤(里)がこじらせ女子の妄想恋愛ソングをテーマに曲を紹介する『カフェカトリーナ』を臨時で営業した。
- 16:37 交通情報
- 16:45 エンタメラインwithレポドラ!★ -  レポートドライバーによる中継。
- 16:52 天気予報
- 16:55 唄う長島温泉★
- 17:00 (5時のオープニング) 毎週ひとつのテーマに沿って選曲。
  - 金曜は曲の後から戸井康成が参加する。
- 17:05 中日新聞ニュース(月のみ)/夕刊ニュース!今知っておきたい(火～金)  - 以前の17時のニュースと16時台のニュース解説を統合。CBC解説委員が日替わりで登場し、最新のニュース項目から1～2つをピックアップして詳しく解説する。
- 17:15 アスリート不思議発見2020  - 2020年の東京オリンピックで行われる競技を紹介。
  - (火～木)三日間を通じて一つの種目を取り上げ、高校大学や実業団などの競技団体へ取材してきた模様を紹介する。
  - (金)2019年中はミステリーハンターの戸井が火～木とは別の五輪競技についてクイズで紹介。2020年に入ってからは、近代オリンピックの歴史を第1回からクイズで振り返った。金曜のみ当企画が継続し、7月31日に2016年のリオ大会を取り上げたところで企画終了。
    - 2019年末まではリスナー参加のクイズ企画であった。
- 17:24 17:24ドラゴンズ○
- 17:30 ネットワーク・トゥデイ
- 17:46 交通情報
- 17:48 天気予報
  - 火～木はこの時間からゲストが参加する(17:55頃)[6]。
- 18:00 ドラ番リポート○
- 18:10 中日新聞ニュース
- 18:15 スポーツTODAY  - 最新のスポーツニュースを伝える。水曜のみ山内、火木金は男性パーソナリティがニュース読み。
- 18:20 ドラゴンズファクトリー
  - 火～木はゲストを中心にドラゴンズやプロ野球についてトーク。
  - 金は数週間に亘って選手インタビューを届ける。またゲスト選手にまつわる野球に関係ないクイズで加藤と戸井が対決、リスナーには1か月単位での勝敗予想クイズもある。
- 18:30 交通情報
- 18:32 ドラゴンズスペシャル
  - 火～木は「-ファクトリー」に続いてのトーク。
    - 最終木曜は月刊ドラゴンズ記者の木村愛子を迎え、同誌最新号の情報を伝えてもらう。

  - 金は「ドラ魂ナイト」で行っていた投稿企画「王様の耳はロバの耳」。
- 18:40 ドラゴンズクラシックス - 毎週一人の選手をピックアップし、過去の名場面とその場面・選手ゆかりの曲を流す。
- 18:45 快適生活ラジオショッピング
- 18:50 おさらいドラゴンズ - 今日のドラゴンズ情報を最後にまとめて伝える。このコーナーには"ドラ番記者"は参加しない。
- 18:55 エンディング

### 2020年シーズンイン編成
- 16:00 オープニング
- 16:05 中日新聞ニュース
- 16:09 とれたてドラゴンズ - ナゴヤドームで試合がある日に、主にベンチレポーターを務めるスポンサーアナウンサーが出演して最新情報や試合の見どころを伝える。
- 16:14 交通情報
- 16:17 株式市況
- 16:25 ラジオショッピング(月・火・木)/名古屋市だより(金)
- 16:30 趣味コレ
  - (火)テーマ・温泉
  - (水)テーマ・感動 - 今改編後は主に山内が担当する。月末は月刊ドラゴンズの木村愛子を迎え、最新号の見どころを紹介してもらう。
  - (木)テーマ・フルーツと野菜 - 柳沢の担当で、毎回一つのフルーツ・野菜について掘り下げる。
  - (金)喫茶めがね
- 16:40 交通情報
- 16:45 
  - ニュース解説 - CBC論説室の解説委員による最新ニュース解説。
  - エンタメラインwithレポドラ!
- 16:50 天気予報
- 16:53 唄う長島温泉★
- 17:00 5時のオープニング
  - 月曜は、6月末に大谷が名古屋のスタジオに復帰後は、この時間から隔週で北辻利寿(CBC論説室・特別解説委員)を交えて[7]、パートナーに加わった清水と3人でドラゴンズ談義を繰り広げている。
  - 火曜～金曜は毎週1組のアーティストをピックアップして曲を1曲かける。
  - 2019年シーズンにも登場した占い師のルビィによる、この先24時間一番ラッキーな人を発表する。[8]
- 17:10 交通情報
- 17:15
  - (火～木)不思議発見ザ・ライブ - レポートドライバーがプレゼンターとなって"地元応援"をキーワードに様々な人やモノを紹介する。レポドラは中継に限らずスタジオでの出演もある。
  - (金)不思議発見ザ・ワールド - 8月からはオリンピックスーパースター列伝と題して、過去のオリンピックで活躍した選手のエピソードからクイズを出題。引き続きミステリーハンターとして戸井康成が出題を担当。
- 17:24 17:24ドラゴンズ - スタメンなど、今夜のドラゴンズ戦最新情報を伝える。[9]
- 17:30 ネットワークトゥデイ
- 17:47 交通情報
- 17:49 天気予報

新型コロナウイルス感染症の流行によりプロ野球の開幕が遅れ、一部のコーナーの内容を変更していた。またシーズンが長引いたため例年より1か月以上長く11月6日までこのタイムテーブルで放送された。
- 6月30日まで16:45のニュース解説枠は全曜日で新型コロナウィルス最新情報の時間にしていた。7月以降月曜でのニュース解説は行わない。

### 2020～2021年シーズンオフ編成
シーズン終了がずれ込んだため、11月9日からのスタートとなった。
- 16:00 オープニング
- 16:05 中日新聞ニュース
- 16:09 とれたてドラゴンズ○
- 16:15 交通情報
- 16:17 株式市況
- 16:25 ラジオショッピング(月・火・木)/名古屋市だより(金)
- 16:30 趣味コレ
  - (火)「温泉」
  - (水)「あやかの行ってみたやってみた」
    - 毎月最終週は月刊ドラゴンズ編集長の木村愛子を迎え、最新号の見所を聞く。

  - (木)「旬の野菜・フルーツ」
  - (金)「喫茶めがね」/「カフェカトリーナ」 - 毎月最終週のみ、加藤がマスターを務めるこじらせ女子の琴線に触れた曲をかけるカフェがオープン。
- 16:35(水)ハウジーハウジー・未来つなぐプロジェクト - SDGsと関連して未来の街づくりについて伝える。
- 16:40 交通情報
- 16:45 
  - (月)あしたがすてきに!こども応援隊 - 2021年1月11日スタート。清水藍が今何かを頑張っている子供に電話でインタビュー。
  - (火～金)CBC論説委員ニュース解説
  - 解説に代えてレポートドライバーの中継によるインフォマーシャルを放送する事がある。
- 16:50 天気予報
- 16:55 唄う長島温泉★
- 17:00
  - レポートドライバー中継 - 毎週一つのテーマに沿ってスポットから中継。
    - 新型コロナウィルス感染症に対する緊急事態宣言下では、中継に代えてレポドラがスタジオからのプレゼンや電話インタビューを行った。

  - 毎週一組のアーティストをピックアップし毎日楽曲を1曲ずつ選曲。
- 17:10 交通情報
- 17:15
  - (火)SDGsについて食の観点から取り上げる。
  - (水)モアモア・ビューティ - 健康や美容に関する話題を紹介する。宮部・山内が生放送を休む時も事前収録でこの時間のみ登場する場合がある。
  - (木)「コンビニで気軽に健康志向」をテーマに、コンビニで買える健康にいいフード・グッズを紹介する。
  - (金)レッツ草野球トクサンラジオwithライパチ - 野球YouTuber「トクサンTV」の徳田正憲と大塚卓を迎え草野球歴20年以上の若狭が草野球について語り合う。
- 17:24 17:24ドラゴンズ○
- 17:30 ネットワークトゥデイ
- 17:47 交通情報
- 17:49 天気予報
- 17:55
  - シーズンイン期に続き、占い師・ルビィが占った、翌日の午後6時まで限定で運がいい人を発表する。
  - 火曜は彦野利勝、金曜は戸井康成を、火曜・水曜はCBC野球解説者を中心に週替わりでこの時間からゲストを迎える。
    - 今週のおバカさん(金) - リスナーに今週起こったおバカな出来事、戸井・若狭の二人におバカさんと言ってほしい事を募集。2020年中で企画終了。
- 18:00 ドラ番リポート○
- 18:10 中日新聞ニュース
- 18:15 ドラゴンズファクトリー - 火曜～木曜はゲストととのトークコーナー。後の「ドラゴンズスペシャル」とで前後編となる。
  - (火)彦野利勝のドラゴンズプレイヤー列伝 - 彦野が主に現役を共にした選手を中心に、エピソードを語る。
  - (金)ウワサの探偵ヒゲとメガネ - 加藤にドラゴンズにまつわる質問を投げかけ、その答えを若狭と戸井が推理する。
- 18:28 交通情報
- 18:30 ドラゴンズスペシャル
  - (金)妄想選手名鑑 - 若狭敬一のスポ音で放送している投稿コーナーが移動。ドラゴンズ選手のプロフィールの末尾に妄想を書き足す。
- 18:40 ドラゴンズクラシックス - 2020年中は今シーズンの名場面を、2021年になってからは過去の優勝したシーズンの実況音声と当時の楽曲を送る。木曜のみチアドラゴンズメンバーが電話出演する。
- 18:45 快適生活ラジオショッピング
- 18:50 おさらいドラゴンズ - 今日伝えたドラゴンズ情報をまとめて伝える。

### 2021年シーズンイン編成
- 16:00 オープニング
- 16:05 中日新聞ニュース - 5月より火曜は主に加藤(由)が担当。
- 16:09 
  - (月)先週1週間の実況音源からよかったシーン"だけ"をピックアップしたハイライトを送る。
  - とれたてドラゴンズ○(火～金) - 中日のホームゲーム・及びビジターでもCBC制作[10]で中継がある日のみ、球場からナイター中継のベンチレポーターを担当するアナウンサーがドラゴンズ情報を伝える。
- 16:15 交通情報
- 16:17 株式市況
- 16:25 ラジオショッピング(月・火・木)/名古屋市だより(金)
- 16:30 趣味コレ
  - (火)「温泉」
  - (水)「感動」
    - 宮部・三浦が毎週交互に最近の自身に起きた出来事から語る。

  - (木)「食の疑問」 - スーパーで旬の食材を探すのが趣味の柳沢が、主にスーパーで見かける食材にまつわる疑問を究明する。
  - (金)「喫茶めがね」/「カフェカトリーナ」
- 16:35(水)ハウジーハウジー・未来つなぐプロジェクト
- 16:40 交通情報
- 16:45 
  - (月)今週のベースボールキッズ - 清水が少年少女に野球についてインタビュー、好きな野球チームやあこがれの選手などについて話を聞く。
  - (火～木)CBC論説委員ニュース解説
  - (金)めがねの視点 - 最新のニュースについて専門家に若狭がインタビューした模様を数週に亘って送る。
  - ニュース解説等に代えてレポートドライバーの中継によるインフォマーシャルを放送する事がある。
- 16:50 天気予報
- 16:55 唄う長島温泉★
- 17:00
  - レポートドライバー中継 - 毎回名鉄の駅を訪ね、沿線にあるモノやコトを一つ紹介。
- 17:10 交通情報
- 17:15
  - (火)SDGsについて食の観点から取り上げる。
  - (水)モアモア・ビューティ
  - (木)立ち話コーナー - 日々発表される調査・アンケートの結果を見ながら徒然に語り合う。
  - (金)レッツ草野球トクサンラジオwithライパチ
- 17:24 17:24ドラゴンズ○ - 中日のホームゲームの日は実況のCBCアナウンサーが、ビジターでは主に広島・横浜戦でRCC・TBSアナウンサーが球場からスタメンなどの情報を伝える。
- 17:30 ネットワークトゥデイ
- 17:47 交通情報
- 17:49 天気予報
- 17:50 あしたもハッピー - 番組でお馴染みの占星術師・ルビィ先生による明日幸運な星座を紹介。今期は女性パーソナリティ一人による事前収録になった。後述の試合開始時刻繰り上げ時は時間を変更する。

新型コロナウィルス感染対策で、シーズン当初から関東での試合が、後にバンテリンドーム ナゴヤでも試合開始時刻が17:45に繰り上げられた。その際は当番組を短縮し17:26からドラゴンズナイター最前線、ネットワークトゥデイと続いて17:44から中継スタートとした。

### 2021～2022年シーズンオフ編成
東京オリンピックによるペナントレース中断の影響で10月19日からのスタートとなった。
- 16:00 オープニング
  - 火・木はオープニングのテーマ曲を流す前に、「今知ってほしい事」をテーマに最新の話題を取り上げる。
  - (水)優奈の豆知識
- 16:05 中日新聞ニュース
- 16:09 とれたてドラゴンズ○
- 16:15 交通情報
- 16:17 株式市況
- 16:25 ラジオショッピング(月～木)/名古屋市だより(金)
- 16:30 趣味コレ
  - (火)「温泉」
  - (水)「感動」
  - (木)「食の疑問」
  - (金)「喫茶めがね」 - 2021年11月よりMr.Childrenの楽曲を取り上げる。/「カフェカトリーナ」(月末のみ)
- 16:35(水)ハウジーハウジー・未来つなぐプロジェクト
- 16:40 交通情報
- 16:45 
  - (月)今週のドラキッズ - 11月より「～ベースボールキッズ」から「～ドラキッズ」に改題。
  - (火～金)CBC論説委員ニュース解説
  - (金)めがねの視点 - 最新のニュースについて専門家に若狭がインタビューした模様を数週に亘って送る。不定期での放送。
  - ニュース解説等に代えてレポートドライバーの中継によるインフォマーシャルを放送する事がある。
- 16:50 天気予報
- 16:55 唄う長島温泉★
- 17:00 レポートドライバー中継 - 月曜もインフォマーシャルでの中継が入ることが多くなった。
- 17:10 交通情報
- 17:15
  - (木)めざせNPB - 11月4日よりスタート。番組内でのトークをきっかけに西村がダイエットに挑戦する企画。なおNPBはNishimura Perfect Bodyの略である。
  - (金)レッツ草野球トクサンラジオwithライパチ
- 17:24 17:24ドラゴンズ○
- 17:30 ネットワークトゥデイ
- 17:47 交通情報
- 17:49 天気予報
- 17:50 
  - あしたがすてきに!こども応援隊(月) - 2022年2月から3月にかけての期間限定で、前年に続いて清水による子供たちへのインタビューの模様を伝える。
  - あしたもハッピー (火～金)
- 17:55
  - 火曜～木曜はCBC野球解説者を中心に日替わりでゲストを、金曜は戸井康成をこの時間からスタジオに迎える。
- 18:00 ドラ番リポート○
- 18:10　中日新聞ニュース
- 18:14　ミスタードラゴンズ・立浪ダイアリー - 2022シーズンから中日ドラゴンズ新監督として指揮を執る立浪和義監督の過去の名場面から最新の動きまで、様々な角度から毎日紹介していく。2022年1月末までは、例年通り最新のスポーツニュースを伝える「スポーツtoday」の時間に充てていた。
- 18:17　ドラゴンズファクトリー - 火曜～木曜はゲストととのトークコーナー。
  - (金)ウワサの探偵ヒゲとメガネ
- 18:28　交通情報
- 18:30　ドラゴンズスペシャル
  - 水曜は野球初心者の三浦が、選手名鑑や著作などゲスト解説者にまつわる本を読んで浮かんだ素朴な疑問をぶつける。
  - 木曜は、柳沢が野球とは必ずしも関係がないがどうしても聞きたい質問をゲスト解説者に投げかける。
  - (金)ドラ魂・王様の耳はロバの耳
- 18:40　おためしドラゴンズ [11]
  - 火曜は2021年10月～12月と2022年1月～3月で別の企画を送る。
    - 加藤愛のマイスコアブック(2021年10月～12月) - CBCテレビ「サンデードラゴンズ」を担当するCBCアナウンサー・加藤愛が、野球初心者だった頃から付けてきたスコアブックを見ながら今シーズンのドラゴンズの試合を振り返る。聞き手は加藤由香。
    - 2022年1月～3月はチアドラゴンズメンバーへのインタビューを送る。

  - 水曜は榊原悠介が、その日のゲスト解説者にちなんだマニアックなデータからクイズをゲスト本人へ出題。
  - (木)光山雄一朗の嵐で選手名鑑 - 大の嵐ファンである光山が、毎回1人の選手をピックアップしその選手へささげる嵐の曲を紹介。
  - (金)私、いました! - リスナーから観戦した試合のエピソードを募集し、実況音源を交えてその試合を振り返る。

金曜を除き、ゲストの出番はこのコーナーまでとなる。
- 18:45　快適生活ラジオショッピング
- 18:50　おさらいドラゴンズ

### 2022年シーズンイン編成
- 16:00　オープニング～中日新聞ニュース
  - 月曜は大谷のタイトルコールからオープニングテーマ、オープニングトーク、ニュース。火～金曜は挨拶の後すぐにニュース、オープニングテーマ、オープニングトークで、中でも金曜は投稿テーマにちなんだトーク。
- 16:10　とれたてドラゴンズ★ - この後中継する試合の最新情報を伝える。当期では月曜にもこのコーナーを設け、スポーツアナウンサーが取材した当日のドラゴンズの動きや練習の模様を伝える。
- 16:13　交通情報
- 16:15　株式市況
- 16:18
  - （火）GoogleやTwitterの最新検索トレンドワードランキング上位から今日のトピックスを拾ってトーク。
  - （水）『優奈の活字を追ってみた』三浦がこの1週間の新聞記事から選んだ印象に残った記事を紹介。
  - （木）『気になるNote』Noteの気になる記事を紹介。
- 16:25　
  - ラジオショッピング（月・火・木）
  - ハウジーハウジープラス（水） - 5月より「ハウジーハウジー」からリニューアル、引き続きSDGsなどの話題を伝える。毎月1回のみの放送に変更。
  - 名古屋市だより（金）
- 16:30　スポコレ - スポーツをより身近に・分かりやすく伝えるコーナー。
  - （火）この一週間のスポーツニュースから天の声[12]がクイズを出題。高田・加藤がガチンコで回答する。
  - （水）『サカナ・イチローのがんばれドラゴンズ』 - ミュージシャンで大のドラゴンズファンであるサカナクション山口一郎と宮部が熱いドラゴンズ談義を繰り広げる。８月以降は山口が療養に入ったため週替わりで宮部・三浦がスポーツにまつわる話題を語る時間となっている。
  - （木）週替わりで西村・三浦がスポーツにまつわる話題を取り上げる。７月までは三浦が様々なスポーツにチャレンジする模様を連続して追っていく『優奈のスポーツチャレンジ』 であった。
  - （金）『未来の素敵に 未来アスリート』 - 地元出身の若手アスリートを若狭・加藤が取材。
- 16:45　交通情報
- 16:47　レポドラ・ほっとクリップ - レポートドライバーが中継で様々な話題を伝える。
- 16:51　天気予報
- 16:54　唄う長島温泉★
- 17:00　中日新聞ニュース

月曜はニュース・CM後から月曜レギュラーの中村武志が登場。
- 17:02　スポーツニュース
- 17:07　
  - エキスパ（火～木） - その道のエキスパートに詳しい話を聞く。通常はCBC論説室メンバーによるニュース解説で、火曜は石塚元章が向こう一週間の予定から注目ワードを解説、石塚のほか引き続き北辻利寿、後藤克幸も解説役で出演。[13]
  - レッツ草野球トクサンラジオwithライパチ（金）
- 17:15　交通情報
- 17:17　中村武志のウィークリーチェック（月）
- 17:24　17:24ドラゴンズ
- 17:30　ネットワークトゥデイ
- 17:47　交通情報
- 17:49　天気予報
- 17:50　あしたもハッピー

### 2024年シーズンイン編成
- 16:00　オープニング～中日新聞ニュース
  - 月曜は大谷のタイトルコールからオープニングテーマ、オープニングトーク、ニュース。火～金曜は挨拶の後すぐにニュース、オープニングテーマ、オープニングトーク。
- 16:10　とれたてドラゴンズ★ - この後中継する試合の最新情報を伝える。当期では月曜にもこのコーナーを設け、スポーツアナウンサーが取材した当日のドラゴンズの動きや練習の模様を伝える。
- 16:13　交通情報
- 16:15　株式市況
- 16:18
  - お便り、番宣、フリートーク
- 16:25　
  - 快適生活ラジオショッピング（火・水・木）
  - ジャパネットたかたラジオショッピング(月・金)
- 16:30　趣味コレ - 趣味をより身近に、わかりやすくするコーナー
  - （火）加藤と三浦が週替わりで自らの趣味に関する話題を取り上げる。
  - （水）宮部と安藤が週替わりで趣味に関する話題を取り上げる。
  - （木）高田が行っておすすめの温泉を取り上げる。
  - （金）西村が「道の駅」を取り上げる。
- 16:45　交通情報
- 16:47　レポキャス・ほっとクリップ(火・水・金) - レポートキャストがスタジオや中継先で様々な話題を伝える。
- ドラ魂ガチャガチャ倶楽部(木) 提供 ドリームカプセル
- 16:51　天気予報
- 16:54　唄う長島温泉★
- 17:00　中日新聞ニュース

- 17:02　
  - エキスパ（水・金） - CBC論説室メンバーによるニュース解説、石塚元章、北辻利寿、後藤克幸も解説役で出演。[14]
  - 優奈にストライク！（木）
- 17:15　交通情報
- 17:17　中村武志のウィークリーチェック（月）
- 17:24　17:24ドラゴンズ
- 17:30　ネットワークトゥデイ
- 17:47　交通情報
- 17:49　天気予報
- 17:50　あしたもハッピー

### 2024年シーズンオフ編成
編集
- 16:00　オープニング
  - 月曜は大谷のタイトルコールからオープニングテーマ、オープニングトーク。火～金曜は挨拶の後すぐオープニングテーマ、オープニングトーク。
- 16:05 中日新聞ニュース
- 16:10　とれたてドラゴンズ★ - この後中継する試合の最新情報を伝える。当期では月曜にもこのコーナーを設け、スポーツアナウンサーが取材した当日のドラゴンズの動きや練習の模様を伝える。
- 16:15　交通情報
- 16:18
  - お便り、番宣、フリートーク
- 16:25　
  - 快適生活ラジオショッピング（火・水・木）
  - ジャパネットたかたラジオショッピング(月・金)
- 16:30　趣味コレ - 趣味をより身近に、わかりやすくするコーナー
  - （火）加藤と三浦が週替わりで自らの趣味に関する話題を取り上げる。
  - （水）宮部と安藤が週替わりで趣味に関する話題を取り上げる。
  - （木）高田が行っておすすめの温泉を取り上げる。
  - （金）西村が「道の駅」を取り上げる。
- 16:45　交通情報
- 16:47　レポキャス・ほっとクリップ(火・水・金) -レポートキャストがスタジオや中継先で様々な話題を伝える。
- ドラ魂ガチャガチャ倶楽部(木) 提供 ドリームカプセル
- 16:51　天気予報
- 16:54　唄う長島温泉★
- 17:00　中日新聞ニュース、株式市況
- 17:05　
  - 教えて？リーナゆーな（火） -  リスナーからの質問をリーナゆーなの2人が答えるコーナー
  - エキスパ（水） - CBC論説室メンバーによるニュース解説、石塚元章、北辻利寿、後藤克幸も解説役で出演。
  - ドラ魂健康ファイル(木) - CBC論説室後藤克幸がさまざまな病気の専門医師に解説を受ける
  - なぜ？なに？ニュース解説(金) - 水曜日のエキスパ同様CBC論説室メンバーによるニュース解説
- 17:15　交通情報
- 17:17　中村武志のウィークリーチェック（月）
- 17:24　17:24ドラゴンズ
- 17:30　ネットワークトゥデイ
- 17:47　交通情報　提供　NEXCO中日本
- 17:49　天気予報
- 17:50　あしたもハッピー
- 17:53  ゲストOB(金曜は戸井康成)登場
- 18:00  ドラ番レポート
- 18:10  中日新聞ニュース　提供　中北薬品
- 18:13　ドラゴンズファクトリー
  - 火曜日　教えて？○○さん
  - 水曜日　Wikiぺディア
  - 木曜日　ゲストトーク
  - 金曜日　ドラ魂トラベラー
- 18:26  交通情報
- 18:28 ドラゴンズスペシャル
- 18:40 お試しドラゴンズ 
  - 火曜日　応援歌生演奏コーナー
  - 水曜日　月刊ドラゴンズの記事のおさらい
  - 木曜日　佐藤楠大のウォークアップソング　- 佐藤楠大アナウンサーがドラゴンズの選手登場曲をピックアップする
  - 金曜日　さよならプレイバックPart2 - 昨年オフ期同様さよなら名場面を振り返りタイトル・歌詞に「さよなら(さようなら・Good byでも可)」が付く楽曲を流す
- 18:48 快適生活ラジオショッピング(〜2024年末)
- 18:50 おさらいドラゴンズ
- 18:53 エンディング

### 2025年シーズンイン編成
- 16:00　オープニング～中日新聞ニュース
  - 月曜は大谷のタイトルコールからオープニングテーマ、オープニングトーク、ニュース。
  - 火曜は時刻読み、加藤(里)・三浦のプレイボールの掛け声後オープニングテーマ、オープニングトーク、ニュース。
  - 水曜・木曜は時報後すぐにオープニングテーマが流れる。
  - 金曜は西村or安藤の一言の後オープニングテーマ、オープニングトーク、ニュース。
- 16:10　とれたてドラゴンズ★ - この後中継する試合の最新情報を伝える。当期では月曜にもこのコーナーを設け、スポーツアナウンサーが取材した当日のドラゴンズの動きや練習の模様を伝える。
- 16:15　交通情報
- 16:18
  - お便り、番宣、フリートーク
- 16:25　
  - 快適生活ラジオショッピング（火・水・木）
  - ジャパネットたかたラジオショッピング(月・金)
- 16:30　趣味コレ - 趣味をより身近に、わかりやすくするコーナー
  - （火）加藤と三浦が週替わりで自らの趣味に関する話題を取り上げる。
  - （水）宮部と安藤が週替わりで趣味に関する話題を取り上げる。
  - （木）佐藤が趣味の大仏を取り上げる
  - （金）西村が「道の駅」を取り上げる。
- 16:45　交通情報
- 16:47　(火・水・金) -
- ドラ魂ガチャガチャ倶楽部(木) 提供 ドリームカプセル
- 16:51　天気予報
- 16:54　唄う長島温泉★
- 17:00　中日新聞ニュース
- 17:02  株式市況

- 17:05　
  - 教えて？リーナユーナ(火)
  - エキスパ（水） - CBC論説室メンバーによるニュース解説、石塚元章、北辻利寿、後藤克幸も解説役で出演。[15]
  - ドラ魂健康ファイル(木)
  - 名古屋市だより(金)

- 17:15　交通情報
- 17:17　中村武志のウィークリーチェック（月）
- 17:24　17:24ドラゴンズ
- 17:30　ネットワークトゥデイ
- 17:47　交通情報
- 17:49　天気予報
- 17:50　あしたもハッピー
- 17:53  エンディング

## その他
- 前番組「北野誠のズバリ」内[16]で毎日、放送内容の予告スポットが放送されており、前日のパーソナリティ(月曜の場合は、金曜の西村・安藤)が担当している。
  - 2021年6月から、予告スポットに加えて「ズバリ」内で北野らが放送内容を告知するようになった。また同月の「CBCラジオ・ラッキーウィーク」では、同局では久しぶりにズバリと当番組の2番組を跨いでのクロストークが放送された。[17]
- 丹野みどりのよりどりっ!に引き続き、CBC論説室から石塚元章・北辻利寿[18]・後藤克幸が交代でレギュラー出演しており、各期で時間帯を変えながらニュース解説を担当している。
- 2022年春改編では、女性パーソナリティ陣の大幅な変更に合わせ番組のオープニングテーマ・ジングルを一新した。新コーナーのほか、番組開始以来となる変更点があった。
  - 番組中の交通情報の際に現在時刻をアナウンスするようになった。
  - 火曜から金曜では日替わりの投稿テーマを設定していたが、改編後は金曜のみで設定するようになった。
- 2018年からナイター期間中にプロ野球中継がない場合に放送されている雨傘番組『ドラ魂ワイド』は、2022年までは後座番組『ドラ魂ナイト』の拡大版という位置づけで戸井康成が担当していたが（2020年のプロ野球開幕延期期間、2021年の東京オリンピック期間など例外あり）、2023年は基本的に本番組のパーソナリティーのうち1名が兼務（主に加藤・三浦・安藤。安藤は『ワイド』の方で先に登用されてから本番組のレギュラーとなった）し、日替わりの男性パートナーとともに送る形にリニューアルされ、事実上本番組の特別編へ位置づけが変化した。2024年からは18時台が実質本番組の延長枠として、当日の本番組出演者がそのまま担当する体制となり、19時台以降は第2部として『名古屋芸人 お笑ジオ☆スターズ』『戸井康成の増刊スクラッパー』のどちらかを編成している。
- 2024年春改編で、金曜の「レッツ草野球トクサンラジオwithライパチ」のコーナーが、土曜の「若狭敬一のスポ音」内へ移動することが、2024年3月22日の放送内で発表された。同年秋改編で「カトリーナの全部全力」内14時30分頃に三度目の移動をし、2025年春改編で「若狭敬一のスポ音」内に再び戻された。
- 株式市況だけ提供読みの言い回し方が異なる。交通情報やニュースだと〇〇の提供でお送りします(しました)と言うが、株式市況だけ安藤証券がお送りする(しました)と言う言い回し方になっている。
- 2023年若狭産休中から金曜日に限り、今まで「ブー」しかなかった効果音に、「ダメですねえ」の音声が新規追加された。声の主は若狭代打の榊原悠介。若狭復活以降、金曜日コンビが西村・安藤に変わっても使われている。2024年春改編時まで榊原が金曜日のドラ番登場日で噛んで、自分の口で「ダメですねえ〜」と言わずボタンに頼り、「言えよ自分で！」と加藤(里)によくツッコミを喰らっていた。また、2024年の年末スペシャルで宮部他出演者にいじられていた。2024年オフ期からは新たに「いけるんちゃう」も追加された。声の主は木曜担当の高田寛之。音声はドラ魂金曜日以外に「ドラ魂ナイト」と「戸井康成の木曜スクラッパー」でも使われている。

## 特別番組

### 実況アナ大集合特番
- 『ドラ魂KING』時代から、プロ野球シーズン開幕戦前日・終了後などのタイミングで当番組のレギュラー放送時間とは別枠（19:00 - 21:00など）で放送されている。なお、2022年度以降の火曜日19:00 - 21:00にこの特番を編成する場合、同時間帯にネットされているTBSラジオ制作の生ワイド番組（2022年度は『アフター6ジャンクション』、2023年度は『荻上チキ・Session』）は臨時にネット返上となる。

### スペシャル番組
『オガサワラジオ』
- 2022年12月29日は（18:00 - 19:00）に放送。出演は小笠原慎之介、西村俊仁。
- 2023年12月29日は（18:00 - 19:00）に放送。
- 2025年1月1日は（15:30 - 16:30）に放送。

### 年末・新春スペシャル
- 2019年12月30日は年末スペシャルを放送。生放送の進行は水曜担当の宮部和裕と山内彩加。
- 2021年1月4日は新春スペシャルを放送。7:00 - 11:55の午前中の時間帯に木曜担当の西村・柳沢、13:00 - 17:00の午後の時間帯に月曜担当の大谷と金曜担当の若狭・加藤(里)がそれぞれ出演した。
- 2022年1月4日は新春スペシャルを放送。7:00 - 11:55の午前の時間帯に水曜担当の宮部、13:00 - 17:00の午後の時間帯に木曜担当の西村、全編通して金曜担当の加藤(里)と水曜担当の三浦がそれぞれ出演した。
- 2023年1月4日は新春スペシャルを放送。13:00 -17:00の午後の時間帯に月曜担当の大谷、加藤（里）、中村が出演。
- 2024年1月4日は新春スペシャルを放送。13:00〜17:00で放送。本来なら宮部、加藤(里)、三浦で番組出演する予定だったが、1月1日に発生した能登半島地震で宮部が急遽現地取材に行くこととなり、宮部の代わりに西村が出演することになった。
- 2024年12月29日は年末スペシャルを放送。10:00 - 11:40、13:00 - 16:00で放送。10:00-11:40は加藤(里)、三浦、安藤、宮部、13:00-16:00は三浦が仕事の都合で外れ、加藤(里)、安藤、宮部、平田良介ドラゴンズ二軍外野守備走塁コーチが出演。